# Close (film fra 2002)
Close er en dansk eksperimentalfilm fra 2002, der er instrueret af Kassandra Wellendorf. Filmen er første del af trilogien Mismeetings, der også omfatter Invisible fra 2004 og Outside fra 2005.

## Handling
Filmen undersøger en række situationer mellem kroppe, der rækker ud efter hinanden. Hvor tæt kan man komme? Og kan man nogensinde komme tæt nok på? Hvornår er tæt for tæt, og hvordan gemmer man sig så for den anden? Formen er eksperimenterende og fremstiller kroppenes møde i smukke og anderledes nærbilleder, der undviger den gængse pornografiske fremstilling af nøgne kroppe. I samspil med improvisationer af moderne dansere har instruktør og fotograf arbejdet med en "nærbilledets koreografi". Resultatet er en billedballet, der rummer både skønhed og klaustrofobisk rædsel i sin fremstilling af følelser som angst, nærhed og afstand. Filmen slører forskelle - både mellem kønnene og mellem hetero- og homoseksualitet. 